# Ibn-e-Insha
Ibn-e-Insha ( ابن انشاء en panyabí y urdu ) , nacido con el nombre de Sher Muhammad Khan (شیر محمد خان) (Phillaur, 15 de junio de 1927 - Londres, 11 de enero de 1978), fue un poeta, humorista, escritor, viajero y columnista pakistaní de izquierda. Junto con su poesía, fue considerado uno de los mejores humoristas en idioma urdu.
Su poesía tiene una dicción distintiva enlazada con un lenguaje que recuerda a Amir Khusro en su uso de las palabras y del tipo de construcción, que se suele escuchar en el más terrenal de los dialectos del complejo de idiomas hindí-urdú. Sus formas y el estilo poético es una influencia en las generaciones de poetas jóvenes.

## Biografía
Insha nació en la localidad india de Phillaur del distrito de Yalandhar (estado de Panyab).
Su padre provenía del estado de Rayasthán. En 1946 recibió su licenciatura en la Universidad de Panyab, y una maestría en la Universidad de Karachi en 1953.
Trabajó en varios servicios gubernamentales, como Radio Pakistán, el Ministerio de Cultura y el Centro Nacional del Libro de Pakistán.
Durante algún tiempo trabajó también para la ONU.
Esto le permitió visitar muchos países y fue la razón de sus relatos de viajes.
Algunos de los lugares que visitó incluyen a
Afganistán,
China,
Estados Unidos,
Filipinas,
Francia,
Hong Kong,
India,
Indonesia,
Irán,
Japón,
Malasia,
Reino Unido,
Tailandia y
Turquía.
Insha tuvo maestros como Habibullah Ghazenfar Amrohvi, el Dr. Ghulam Mustafa Khan y el Dr. Abdul Qayyum.
Pasó gran parte de su tiempo en Karachi.
Murió en Londres (Reino Unido) el 11 de enero de 1978 a causa del linfoma de Hodgkin. Fue enterrado en Karachi.

## Carrera literaria
Insha es considerado como uno de los mejores poetas y escritores de su generación.
Su más famoso ghazal Insha Ji Utthoo (انشاء جی اٹھو) (Levántate Insha Ji, vamos a salir de aquí) es un influyente ghazal clásico.
Escribió varios libros de relatos de viajes con un toque de humor.
Su obra ha sido apreciada por los escritores y críticos en urdú.
En 1960 tradujo una colección de poemas chinos al urdú.